# Miss you / 綻放笑容的場所
《Miss you / 綻放笑容的場所》（Miss You / ほほえみの咲く場所）是日本的音乐团体AAA的第35张单曲，於2013年1月23日由avex trax发售。

## 概要
- 《Miss you / 綻放笑容的場所》是繼2011年《Charge ▶ Go! / Lights》後第十張2A單曲。
- 《Miss you》是 H.I.S.「蜜月編」的電視廣告歌曲
- 《綻放笑容的場所》是伊藤洋華堂「Kent in Tradition」的電視廣告歌曲。此曲是AAA繼《PARADISE》、《重要的事》、《No cry No more》、《CALL》、《I4U》、《Light》、《SAILING》、《WISHES》、《Still Love You》、《777 ～We can sing a song!～》、《good day》後第十二首伊藤洋华堂电视广告歌曲。
- 此單曲有3個版本，分別有「CD+DVD（Jacket A）」、「CD ONLY（Jacket B）」和「mu-mo shop限定盤」。「CD+DVD（Jacket A）」收錄了「Miss You」的PV和Making。「CD ONLY（Jacket B）」收錄了AAA 2012年發行的四張單曲Medley「AAA 2012 SINGLE MEGA MIX」，曲目為777 ～We can sing a song!～ ～ SAILING ～ Still Love You ～ 彩虹
- 在2月4日於公信榜单曲週排行榜取得第3位。

## 收錄内容

### CD+DVD（Jacket A）
CD
1. Miss you
（作詞：MUSOH / Rap詞：Mitsuhiro Hidaka / 作曲：SiZK from ★STAR GUiTAR、MUSOH）
2. 綻放笑容的場所
（作詞：Yusuke Toriumi / Rap詞：Mitsuhiro Hidaka / 作曲：Tetsuya_Komuro / 編曲：Tohru Watanabe）
3. Miss you (Instrumental)
4. 綻放笑容的場所 (Instrumental)

DVD
1. Miss You（Music Clip）
2. Miss You（Music Clip Making）

### CD ONLY（Jacket B）
1. Miss you
2. 綻放笑容的場所
3. AAA 2012 SINGLE MEGA MIX
777 ～We can sing a song!～ ～ SAILING ～ Still Love You ～ 虹
4. Miss you (Instrumental)
5. 綻放笑容的場所 (Instrumental)

### CD（mu-mo shop限定盤A）
1. Miss you
2. 綻放笑容的場所
3. Think about AAA 7th Anniversary 〜season 23〜

### CD（mu-mo shop限定盤B）
1. Miss you
2. 綻放笑容的場所
3. Think about AAA 7th Anniversary 〜season 24〜

## 引用
1. ↑   (新闻稿). 愛貝克思官方網站 avex taiwan inc. 2013-09-27  [2015-09-12]. （原始内容存档于2015-05-12） （中文（臺灣））. 綻放笑容的場所